# Torneio Laudo Natel
O Torneio Laudo Natel foi um torneio amistoso de futebol disputado por clubes de São Paulo.
A competição foi batizada em homenagem a Laudo Natel, ex-presidente do São Paulo e então governador do estado de São Paulo, foi disputada por três vezes, em 1972, 1973 e 1975, sendo substituída em 1976 pela Taça Governador do Estado de São Paulo.
Em 1976 houve a denominada Copa São Paulo - Taça Governador Laudo Natel, competição amistosa que envolveu times de outros estados brasileiros e que não deve ser confundida com o torneio estadual.

## Campeões
Torneio Laudo Natel (Estadual)
| Ano  | Campeão     | Placar     | Vice-Campeão | Terceiro lugar | Quarto lugar |
| 1972 | Palmeiras   | 3 - 1      | Portuguesa   | Marília        | São Paulo    |
| 1973 | Corinthians | 2 - 1      | Palmeiras    | São Paulo      | América      |
| 1975 | Santos      | Por Tabela | Palmeiras    | Portuguesa     | Corinthians  |
| ---- | ----------- | ---------- | ------------ | -------------- | ------------ |

Copa São Paulo - Taça Governador Laudo Natel (Nacional)
| Ano  | Campeão   | Placar | Vice-Campeão  | Terceiro lugar | Quarto lugar |
| 1976 | São Paulo | 1 - 0  | Internacional | Flamengo       |              |
| ---- | --------- | ------ | ------------- | -------------- | ------------ |